# Milena Tscharntke

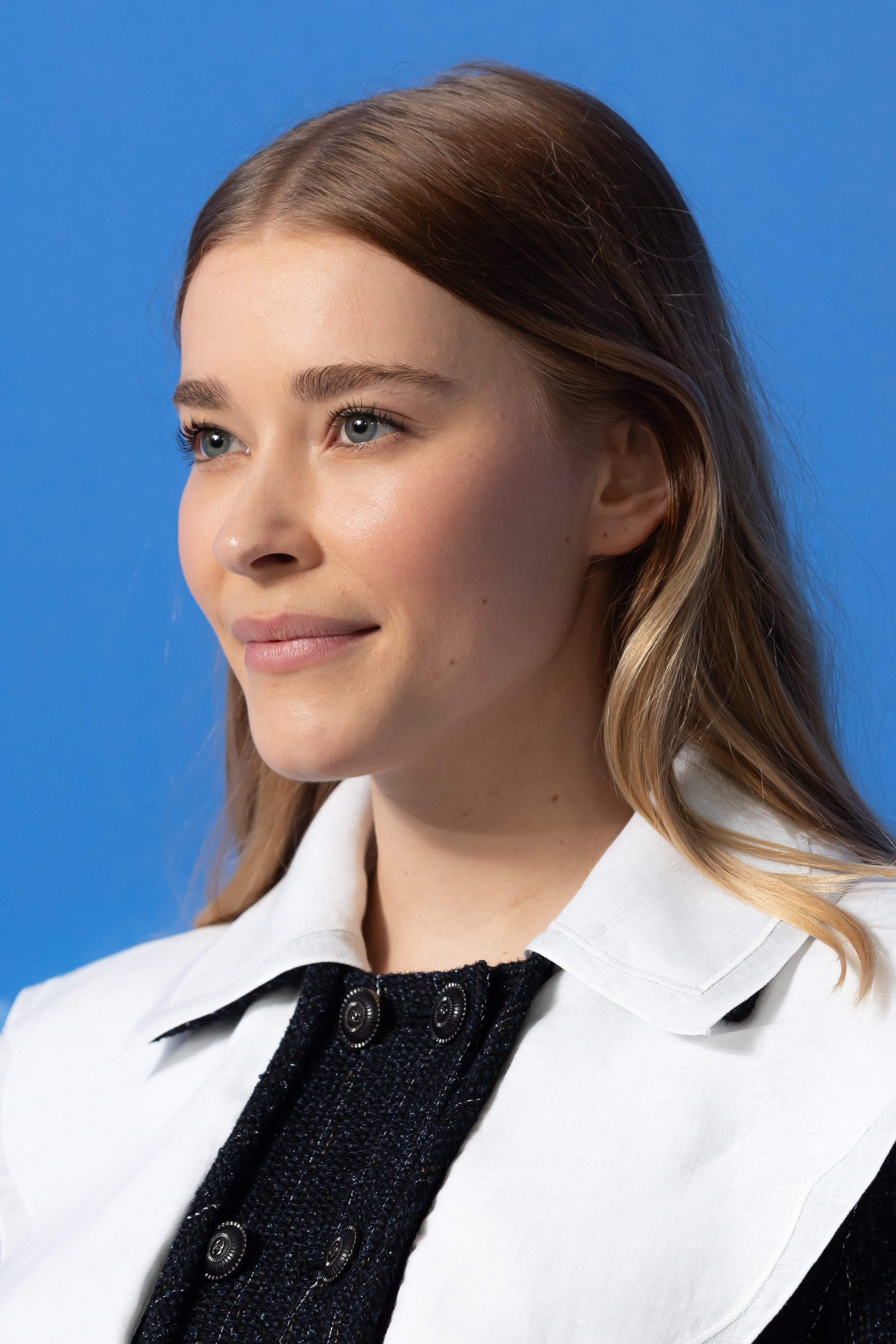
Milena Tscharntke, 2020

Milena Tscharntke (* 3. April 1996 in Hamburg-Sasel) ist eine deutsche Schauspielerin.

## Laufbahn
Milena Tscharntke ist die Tochter der Schauspielerin Andrea Lüdke. Sie besuchte bis zum Abitur 2014 das Carl-von-Ossietzky-Gymnasium in Hamburg.
Ihre erste Rolle spielte die damals Achtjährige 2004 im Fernsehfilm Stubbe – Von Fall zu Fall: Tödliches Schweigen. Es folgten Rollen in Die Gerichtsmedizinerin und im TV-Zweiteiler Schuld und Unschuld. Größere Bekanntheit erlangte sie, als sie 2007 und 2008 als Anastasia für 17 Folgen der Kinderserie Bernd das Brot im KiKA vor der Kamera stand.
2009 hatte Tscharntke als „Verena“ – zusammen mit Nicole Mercedes Müller und Paulina Rümmelein – ihren ersten Auftritt in einem Kinofilm in Die Wilden Hühner und das Leben. 2015 spielte sie die weibliche Hauptrolle in Bruder vor Luder. 2018 spielte sie in der Webserie Druck, der deutschen Adaption der norwegischen Serie Skam, die Rolle „Mia“.
Für ihre schauspielerische Leistung im Fernsehdrama Alles Isy (Buch und Regie: Mark Monheim und Max Eipp), in dem sie die Titelheldin Isy verkörpert, wurde sie 2019 mit der Goldenen Kamera und dem Studio Hamburg Nachwuchspreis ausgezeichnet.
Seit 2015 ist Tscharntke außerdem Mitglied der Jugendtheatergruppe Reset des Hamburger Thalia Theaters.

## Filmografie

### Fernsehen und Web
- 2004: Stubbe – Von Fall zu Fall: Tödliches Schweigen
- 2004: Die Gerichtsmedizinerin: Per Anhalter in den Tod
- 2006: Schuld und Unschuld
- 2006: Krimi.de: Unter Druck
- 2007–2009: Bernd das Brot als Anastasia
- 2009: Die Wilden Hühner und das Leben
- 2011–2013: Sturmfrei
- 2017: SOKO Leipzig – Der einzige Ausweg
- 2017: Notruf Hafenkante – Amok
- 2018: SOKO Hamburg – Tod in der Schleuse
- 2018: Alles Isy
- 2018: Der Lehrer – Ich bin ’ne wandelnde Sonnenuhr
- 2018: Wo kein Schatten fällt
- 2018–2019: Druck (Staffel 1–4)
- 2019: Alarm für Cobra 11 – Die Wächter von Engonia
- 2019: Wir sind die Welle
- 2020: 8 Zeugen – Theresa Stern
- 2021: Tod von Freunden (Miniserie)
- 2021: Tatort: Unsichtbar
- 2021: One Night Off
- 2022: Das Privileg
- 2022: Das Märchen vom Frosch und der goldenen Kugel
- 2022: Die Discounter – Sommerfestspiele
- 2023: Gestern waren wir noch Kinder
- 2023: Die nettesten Menschen der Welt
- 2023: Die Discounter – Tatort für Arme
- 2024: Die stillen Mörder
- 2024: Tatort: Borowski und das ewige Meer
- 2024: Die Discounter (Staffel 4)
- 2025: Intimate (Staffel 2)

### Kino
- 2009: Die Wilden Hühner und das Leben
- 2010: Dschungelkind
- 2015: Bruder vor Luder
- 2016: Radio Heimat
- 2018: Ende Neu
- 2018: Raus
- 2019: Bonnie & Bonnie
- 2020: Wege des Lebens – The Roads Not Taken (The Roads Not Taken)
- 2022: Einfach mal was Schönes
- 2024: Chantal im Märchenland

## Theater
- 2016: Bad Hersfelder Festspiele – Hexenjagd[2] und Die goldene Gans[3]

## Sprechrollen
- 2020: Audioguide zur Ausstellung Franz Erhard Walther. Shifting Perspectives im Haus der Kunst[4]

## Auszeichnungen
- 2019: Goldene Kamera: Beste Nachwuchsschauspielerin
- 2019: Studio Hamburg Nachwuchspreis für ihre Rolle als Isy in Alles Isy